# Tongxiao
Tongxiao (通霄鎮S, Tōngxiāo XiāngP) è un comune di Taiwan, situato nella provincia di Taiwan e nella contea di Miaoli.